# Monika Aubele
Monika Aubele (* 3. Juni 1950 in Bayern) ist eine deutsche Filmproduzentin.

## Leben
Nach einem mit Diplom abgeschlossenen Studium der Betriebswirtschaft wurde Monika Aubele Producerin bei der Eikon-Film, der Produktionsgesellschaft der Evangelischen Kirche in Deutschland. Dort entwickelte sie die TV-Serien Neues aus Uhlenbusch und Anderland mit. Anfang der 1980er Jahre folgten Reportagen für „Kontakte“ im ZDF, eine biographische Reihe, die heute unter 37 Grad läuft. Später machte sie sich selbstständig und produzierte Kinder- und Jugendfilme sowie abendfüllende Spielfilme, deren Kreative vielfach mit Preisen ausgezeichnet wurden. So erhielt der abendfüllende Kinderfilm Jacob hinter der blauen Tür nach einer Erzählung von Peter Härtling unter der Regie von Haro Senft 1987 den 1. Preis der Nürnberger Filmschau der Bundeszentrale für politische Bildung und den 1. Preis der Kinderfilmjury der 4. Internationalen Kinderfilmfestspiele Hildesheim. Ebenfalls 1987 wurde die Bildergeschichte über den Holocaust Rosa Weiss nach einer Erzählung von Roberto Innocenti unter der Regie von Karl-Heinz Käfer auf dem 22. Internationalen Jugendfilmfestival ausgezeichnet. Die Regisseurin Maria Theresia Wagner erhielt mit ihrem ersten langen Spielfilm Die Nacht des Marders 1989 den Deutschen Filmpreis, das Filmband in Gold für die beste Nachwuchsregie. Ihr Film lief auch im Wettbewerb auf dem World Film Festival in Montréal. Der Kinder- und Familienfilm für Kino und Fernsehen Lippels Traum nach dem Buch von Paul Maar unter der Regie von Karl-Heinz Käfer bekam 1991 den Sonderpreis des China International Children's Filmfestival – Beijing.
Zudem gründete Monika Aubele 1990 gemeinsam mit Paul Thiltges die Monipoly Productions S.à.r.l. in Luxemburg, die sich auf Animationsfilme spezialisiert. Die Monipoly war Coproduzentin der Zeichentrickfilme Kiriku und die Zauberin unter der Regie von Michel Ocelot und von Der blaue Pfeil von Enzo D’Alò. Diese beiden Filme wurden mit mannigfachen internationalen Preisen ausgezeichnet. In Zusammenarbeit mit dem ZDF produzierten die Monipoly und Alphafilm die Zeichentrickserie Flitze Feuerzahn.

### Mobile Ambulante Pflegepartner – Münchner Kindl
Soziales Engagement zugunsten schwerkranker, mehrfachbehinderter Kinder zeigte Monika Aubele zwanzig Jahre, bis 2022. Sie begleitete als Co-Geschäftsführerin das von der Dipl.Pflegewirtin Stephanie Müller 1991 gegründete Unternehmen für ambulante Kinderkrankenpflege Mobile Ambulante Pflegepartner GmbH & Co. KG – Münchner Kindl. Das Münchner Kindl erhielt 2007 und 2008 die Auszeichnung Bayerns Best 50 des Bayerischen Wirtschaftsministeriums.

## Mitgliedschaften
2022 war Monika Aubele erste Vorsitzende des Internationalen Dokumentarfilmfestivals München e.V. in Kooperation mit Filmstadt München e.V., zusammen mit den stellvertretenden Vorsitzenden Moritz Holfelder und Klaus Blanc. Sie ist Mitglied der Deutschen Filmakademie.
Im Produzentenverband e.V. ist sie nach vier Jahren Vorstandstätigkeit seit 2017 Kuratoriumsmitglied. Sie engagiert sich im Vorstand der Stiftung Deutsche Filmkünstlernothilfe und bei ProQuote Film.

## Filmografie

### Als Produzentin und Co-Produzentin
- 1981–1983: Es ging Tag und Nacht, liebes Kind, Sinti in Auschwitz.[14] Dokumentarischer Film unter der Regie von Katrin Seybold.
- 1983: Peppermint Frieden
- 1983/84: King Kongs Faust.[15] Abendfüllender Spielfilm unter der Regie von Heiner Stadler.
- 1985: Alles im Zunderland.[16] Experimentelles Musikvideo unter der Regie von Leo Lorenz.
- 1986: Jacob hinter der blauen Tür
- 1987: Rosa Weiss.[17] Bildergeschichte nach einer Erzählung für Kinder über den Holocaust von Roberto Innocenti unter der Regie von Karl-Heinz Käfer.
- 1988: Die Nacht des Marders
- 1988: Follow Me
- 1989: Inschallah.[18] Kino-Kinder-Kurzfilm unter der Regie von Michael Holzinger.
- 1989: Abenteuer in den Sümpfen.[19] Kino-Kinder-Kurzfilm unter der Regie von Michael Holzinger.
- 1990: The Children. Melodram der 1920er Jahre unter der Regie von Tony Palmer.
- 1990: Der kleine Prinz.[20] Zweiteiliger Animationsfilm nach der Erzählung von Antoine de Saint-Exupéry unter der Regie von Theo Kerp.
- 1991: Anna Göldin – Letzte Hexe
- 1991: Lippels Traum
- 1994: Im Osten des Fensters.[21] Dokumentarfilm über St. Petersburg unter der Regie von Lorenz Kloska.
- 1994: Emil & Fritz. Ökospots nach Figuren von Janosch.
- 1995: Flitze Feuerzahn.[22] Zeichentrickserie 6 x 25 Minuten unter der Regie von Miloš Hlaváč.
- 1996: Der blaue Pfeil (La freccia azzurra)
- 1998: Kiriku und die Zauberin (Kirikou et la Sorcière)
- 2004: FimFáRum 2.[23] Animierter Puppenfilm für Kinder unter der Regie von Aurel Klimt, Jan Balej, Jirí Kubícek und Bretislav Pojar.